# قهوه لیبریکا
قهوه لیبریکا (نام علمی: Coffea liberica) نام یک گونه از سرده قهوه است. این نوع قهوه، بومی مناطق غربی و مرکزی آفریقا است و کشت صنعتی آن بیشتر در فیلیپین انجام می‌شود. قهوه لیبریکا با دانه‌ای سفت‌و‌سخت که فرآوری آن را دشوار می‌کند و طعمی که کمتر مورد پسند عمومی است زیاد محبوب نیست هم‌اکنون تنها ۲درصد از محصول جهانی قهوه را قهوه لیبریکا تشکیل می‌دهد.

## کاربرد خوراکی
حدود ۷۰ درصد قهوه جهان از نوع قهوه عربیکا است. اما این نوع قهوه نسبت به تغییرات دما و رطوبت بسیار حساس است. به دلیل تغییر اقلیم، در دو سال گذشته تولید قهوه عربیکا کمتر از تقاضای جهانی بوده است. امروزه به دلیل سازگاری با تغییرات آب‌و‌هوایی کشت قهوه لیبریکا با استقبال رو‌برو شده است.